# Dozimetrija
Dozimetrija je mjerenje i računanje energije koju zračenje predaje tvari, proučavanje utjecaja različitih vrsta ionizirajućega zračenja na tvari, tkiva i organe i mjerenje brzine raspadanja radioaktivne tvari. Veličine koje opisuju izloženost tvari ionizirajućemu zračenju i učinke (oštećenja) uzrokovane energijom zračenja su na primjer apsorbirana doza, efektivna doza i ekvivalentna doza, a brzinu raspadanja radioaktivne tvari opisuje aktivnost radioaktivnog izvora.

## Dozimetar
Dozimetar se koristi za zaštitu ljudi koji rade u područjima jakog ionizirajućeg zračenja, prije svega u postrojenjima ili ustanovama gdje se koriste jaki izvori radioaktivnosti. Dozimetar je naprava koju radnik ima na sebi. On se obično drži na prsima i ne smije se prekriti tkaninom ili ga na bilo koji način "skriti", jer tako smanjujemo količinu zraka koju bi on trebao registrirati. Gdje se kreće čovjek, s njim ide i dozimetar. Dozimetar ima svojstvo da registrira ukupno ozračenje, odnosno apsorbiranu dozu zračenja koju je čovjek primio.

## Mjerne jedinice ionizirajućeg zračenja
Mjerne jedinice ionizirajućeg zračenja su standardne mjerne jedinice za mjerenje ionizirajućeg zračenja, ukljućujući mjerne jedinice za aktivnost radioaktivnog uzorka, kao i doze ionizirajućeg zračenja koje ozrači neku materiju, pogotovo ljude. Trenutno su važeće SI mjerne jedinice zamijenile neke starije mjerne jedinice.

### Apsorbirana doza
Apsorbirana doza (oznaka D) je dozimetrijska veličina koja opisuje povećanje unutrašnje energije (fizičke i kemijske učinke) u tvari izloženoj ionizacijskom zračenju. Apsorbirana doza je količnik energije pohranjene (apsorbirane) ozračenjem i mase ozračene tvari (apsorbera). Mjerna je jedinica apsorbirane doze grej (Gy).

#### Grej
Grej (eng. gray; oznaka Gy), nazvana po L. H. Grayu, je mjerna jedinica apsorbirane doze ionizirajućeg zračenja. Grej je izvedena jedinica SI (Međunarodni sustav mjernih jedinica), a definirana je omjerom džula i kilograma:
{\displaystyle 1\ \mathrm {Gy} =1\ {\frac {\mathrm {J} }{\mathrm {kg} }}=1\ \mathrm {m} ^{2}\cdot \mathrm {s} ^{-2}}

### Efektivna doza
Efektivna doza (oznaka E) je dozimetrijska veličina koja opisuje učinak ionizirajućeg zračenja na cijelo ljudsko tijelo; ona je zbroj ekvivalentnih doza u pojedinim dijelovima tijela pomnoženih empirijski određenim modifikacijskim faktorima ozračenosti. Mjerna je jedinica efektivne doze sivert (Sv).

#### Modifikacijski faktor
Modifikacijski faktor ili težinski faktor (oznaka Wr) je korigirajući broj kojim se podrobnije opisuje učinak ionizirajućeg zračenja s obzirom na okolnosti.
Modifikacijski faktor zračenja je broj kojim se opisuje učinak ionizirajućega zračenja na organizam ovisno o vrsti zračenja. Za elektromagnetsko, elektronsko i mionsko zračenje iznosi 1, za neutronsko od 5 do 20, za protonsko 5, a za alfa-zračenje i teško ionsko zračenje 20.
Modifikacijski faktor ozračivanja je broj kojim se opisuje učinak zračenja u pojedinim tkivima prema jednoliko ozračenom organizmu; za većinu unutarnjih organa iznosi 0,05, za kožu i površinu kostiju 0,1, za pluća i koštanu srž 0,12, a za gonade 0,20.

#### Sivert
Sivert (oznaka Sv) je mjerna jedinica ekvivalentne doze ionizirajućega zračenja, izvedena je SI-jedinica, a poseban je naziv za džul po kilogramu. Sivert je definiran ekvivalentnom dozom od apsorbirane doze jedan grej, uz težinski faktor jedan. Nazvan je po švedskom fizičaru Rolfu Sievertu.

### Ekvivalentna doza
Ekvivalentna doza (oznaka H) je dozimetrijska veličina koja opisuje biološki učinak određenog ionizirajućega zračenja u određenom tkivu. Definirana je kao umnožak apsorbirane doze i modifikacijskih faktora. Mjerna je jedinica ekvivalentne doze sivert (Sv).
Snaga ekvivalentne doze je količnik ekvivalentne doze i duljine trajanja ozračivanja, a jedinica joj je sivert u sekundi (Sv/s).

### Aktivnost radioaktivnog izvora
Aktivnost radioaktivnog izvora (oznaka A) je dozimetrijska fizikalna veličina kojom se opisuje brzina raspadanja radioaktivne tvari; količnik je broja radioaktivnih raspada N radionuklida u jedinici vremena t: 
{\displaystyle A=-{\frac {\mathrm {d} N}{\mathrm {d} t}}}
Predznak minus (–) označava da se raspadom broj atomskih jezgara smanjuje. Mjerna jedinica aktivnosti radioaktivnog izvora jest bekerel (Bq). Primjerice, aktivnost radioaktivnoga kalija (40K) u ljudskom je tijelu približno 4 000 Bq, aktivnost radioaktivnoga kalija po masi tvari na površini Zemlje iznosi 870 Bq/kg, torija (232Th) 43 Bq/kg, a uranija (238U) 35 Bq/kg.

#### Bekerel
Bekerel (becquerel, oznaka Bq), nazvana po A. H. Becquerelu, je mjerna jedinica aktivnosti radioaktivnog izvora, izvedena jedinica SI. Određen je aktivnošću izvora u kojem se događa jedan raspad u sekundi; poseban je naziv za recipročnu sekundu (Bq = s–1).